# Limnes Volvi kai Lagkada - Eyruteri periοchi
Limnes Volvi kai Lagkada - Eyruteri periοchi este o arie protejată (arie specială de conservare — SAC, sit de importanță comunitară — SCI) din Grecia întinsă pe o suprafață de 28.828,8 ha, integral pe uscat.

## Localizare
Centrul sitului Limnes Volvi kai Lagkada - Eyruteri periοchi este situat la coordonatele 40°40′27″N 23°11′10″E / 40.674205°N 23.186097°E.

## Înființare
Situl Limnes Volvi kai Lagkada - Eyruteri periοchi a fost declarat sit de importanță comunitară în august 1996 pentru a proteja 12 specii de animale. Situl a fost protejat și ca arie specială de conservare în martie 2011.

## Biodiversitate
Situată în ecoregiunea mediteraneană, aria protejată conține 14 habitate naturale: Vegetație anuală la limita mareei, Ape stătătoare oligotrofe până la mezotrofe, cu vegetație de Littorelletea uniflorae și/sau de Isoëto-Nanojuncetea, Lacuri eutrofice naturale cu vegetație de tip Magnopotamion sau Hydrocharition, Râuri mediteraneene cu debit intermitent, cu specii de Paspalo-Agrostidion, Pajiști uscate din regiunea submediteraneeană estică (Scorzoneratalia villosae), Pajiști umede mediteraneene cu ierburi înalte de Molinio-Holoschoenion, Păduri aluvionare cu Alnus glutinosa și Fraxinus excelsior (Alno-Padion, Alnion incanae, Salicion albae), Păduri panonice-balcanice de stejar turcesc - stejar sesil, Galerii de Salix alba și de Populus alba, Păduri de Platanus orientalis și Liquidambar orientalis (Platanion orientalis), Păduri mixte riverane de Quercus robur, Ulmus laevis și Ulmus minor, Fraxinus excelsior sau Fraxinus angustifolia, de-a lungul marilor râuri (Ulmenion minoris), Galerii și tufărișuri riverane sudice (Nerio-Tamaricetea și Securinegion tinctoriae), Păduri de Olea și Ceratonia, Păduri de Quercus ilex și Quercus rotundifolia.
La baza desemnării sitului se află mai multe specii protejate:
- mamifere (2): vidră de râu (Lutra lutra), liliac cu urechi mari (Myotis bechsteinii)
- nevertebrate (2): Lindenia tetraphylla, Unio crassus
- pești (7): Alburnus volviticus, Alosa macedonica, avat (Aspius aspius), Barbus strumicae, Cobitis taenia Complex, boarță (Rhodeus amarus), Silurus aristotelis
- reptile (1): Testudo graeca

Pe lângă speciile protejate, pe teritoriul sitului au mai fost identificate 2 specii de plante, 117 specii de păsări, 3 specii de amfibieni, 3 specii de mamifere, 1 specie de pești, 4 specii de reptile.